# Abborrtjärnen (Skinnskattebergs socken, Västmanland)
Abborrtjärnen är en sjö i Skinnskattebergs kommun i Västmanland och ingår i Norrströms huvudavrinningsområde. Sjön är 7 meter djup, har en yta på 0,04 kvadratkilometer och är belägen 123 meter över havet.